# Gimnazija Kranj
Gimnazija Kranj je prva od dveh gimnazij v Kranju. 
Poslopje današnje gimnazije stoji v novem poslovnem delu Kranja ob Koroški cesti. Na zahodni strani jo omejuje Slovenski trg, južno ležita Hotel Creina in Mestna knjižnica Kranj. Severno od trga leži zgradba Mestne občine Kranj. Danes je kranjska gimnazija ena največjih slovenskih gimnazij. V 33 učilnicah, treh telovadnicah, konferenčni dvorani in večnamenskem prostoru poteka pouk za 34 oddelkov, v katerih je vpisano okoli 1000 dijakov. Gimnazija Kranj je ena izmed treh slovenskih gimnazij, ki izvaja program mednarodne mature. 
Ravnatelj Gimnazije Kranj je mag. Aljoša Brlogar  

## Zgodovina Gimnazije Kranj
- ustanovljena 10. 8. 1810 leta, delovala v župnišču
- 18. 11. 1812 spremenjena v primarno šolo,
- 12. 9. 1861 ustanovitev klasične nižje gimnazije
- 1870 nastane nižja realna gimnazija s slovenskim učnim jezikom
- 21. 7. 1894 popolna klasična? gimnazija
- 27. 4. 1896 začetek gradnje sedanjega gimnazijskega poslopja
- 18. 9. 1897 slovesna otvoritev nove gimnazije
- 1903 dozidava severnega trakta
- 27. 4. 1941 Nemci prepovedali delovanje gimnazije
- 1979 dograjen prizidek na zahodni strani
- 1981-1982 zgrajene naravoslovne učilnice in nova kuhinja
- 1986-1990 popolna obnova in prenova gimnazije

## Nekdanji dijaki Gimnazije Kranj
- Marko Aljančič - biolog, fotograf
- Boris Lavrič - matematik
- Miloš Kovačič - farmacevt, poslovnež
- Dušan Petrač - fizik, zaposlen pri ameriški vesoljski agenciji NASA
- Janez Bohorič - dolgoletni direktor podjetja Sava Kranj
- Robert Friškovec - zaporniški duhovnik
- Lučka Kajfež Bogataj - klimatologinja, Nobelova nagrajenka
- Petar Milić - pianist
- France Pibernik - pesnik, pisatelj
- Zmago Puhar - slikar
- Živa Rogelj - televizijska voditeljica, novinarka
- Peter Šemrl - matematik
- Ljubo Sirc - ekonomist
- Andrej Šifrer - pevec
- France Štiglic - režiser
- Jurij Šorli - zdravnik
- Manca Izmajlova - pevka
- Danilo Švara - skladatelj, dirigent
- Samo Login - programer, ustanovitelj Outfit7
- Iza Login - ustanoviteljica Outfit7
- Boštjan Gorenc (Pižama) - komik, pisatelj in prevajalec

### Športniki
- Nataša Kejžar - plavalka
- Alenka Kejžar - plavalka
- Tadej Valjavec - kolesar
- Borut Petrič - plavalec
- Darjan Petrič - plavalec
- Gregor Fučka - košarkar
- Marko Milič - košarkar
- Tomo Česen - alpinist
- Boštjan Goličič - hokejist
- Žiga Jeglič - hokejist
- Marija Štremfelj - alpinistka
- Andrej Štremfelj - alpinist
- Nejc Zaplotnik - alpinist
- Matej Mohorič - kolesar
- Cene Prevc - smučarski skakalec

### Politiki
- Ernest Petrič - diplomat, predsednik ustavnega sodišča
- Jelko Kacin - evroposlanec
- Ivo Bizjak - nekdanji minister
- Janez Potočnik - evropski komisar
- Andrej Šter - nekdanji minister
- Karl Erjavec - predsednik stranke DeSUS
- Branko Grims - poslanec
- Franc Kramar - župan
- Borut Sajovic - župan
- Peter Vencelj - nekdanji minister, matematik